# Jelisaweta Belezkaja
Jelisaweta Belezkaja (kasachisch Елизавета Белецкая, englisch Elizaveta Beletskaya, geb. Beltschenko/Бельченко; * 19. Februar 1996 in Leninogorsk, Ostkasachstan) ist eine kasachische Biathletin. Sie startet seit 2017 im Weltcup, war aber vor allem im Juniorenbereich erfolgreich.

## Sportliche Laufbahn
Jelisaweta Belezkaja betreibt bereits seit 2004 Biathlon und nahm einen Tag nach ihrem 16. Geburtstag bereits an den Jugendweltmeisterschaften 2012 teil. Internationale Teilnahmen beschränkten sich bei ihr bis 2015 auf die jährlichen Großereignisse, ab 2014 hob sie ihr Leistungsniveau merklich an. So wurde die Kasachin bei den Junioreneuropameisterschaften 2015 im Verfolger Neunte, bei der Jugend-WM des Jahres ging es im Einzel sogar auf Rang 5. Im neu geschaffenen IBU-Junior-Cup lief Belezkaja 2015/16 mehrmals unter die besten Zehn sowie in zwei Rennen auf das Podest, womit sie in der Endrangliste den zweiten Platz belegte. Auch die Junioreneuropameisterschaften verliefen mit Top-10-Platzierungen in Sprint und Verfolgung zufriedenstellend, eine Medaille bei einem internationalen Großereignis konnte die Kasachin auf Juniorenebene allerdings nie ergattern. Den Winter 2016/17 bestritt sie im IBU-Cup, nahm aber noch an einzelnen Junior-Cup-Rennen teil und erzielte in Hochfilzen mit der Staffel eine Podestplatzierung. Ende 2017 gab Belezkaja dann ihren Einstand im Weltcup und erzielte als beste Position Rang 63 im Einzel von Ruhpolding. Zwar bestritt sie den kompletten Winter auf dieser Rennebene und erzielte außerdem zwei 14. Plätze im IBU-Cup, wurde aber nicht für die Olympischen Spiele von Pyeongchang berücksichtigt. Auch 2018/19 gehörte die Kasachin zum Weltcupkader und lief in Antholz auf den 31. Rang im Verfolger und damit erstmals in die Punkteränge, in der Endrangliste stand Platz 89 zu Buche.
Saisonhöhepunkt für Belezkaja wurden 2019 und 2020 die Weltmeisterschaften, 2020 in Antholz erzielte sie dabei recht überraschend in allen Einzelrennen Top-50-Platzierungen. Im Winter 2020/21 gab es in Antholz und bei der WM wieder einige Weltcuppunkte, zusammen mit Wladislaw Kirejew gab es im Single-Mixed-Staffelrennen von Oberhof außerdem ihr erstes Top-10-Ergebnis im Weltcup zu feiern. Nach einem verhaltenen Start in die Folgesaison erzielte die Kasachin, zum wiederholten Mal in Antholz, mit dem 27. Rang im Einzel ihre persönliche Bestleistung, wurde aber erneut nicht für Olympia nominiert. Im März 2022 erzielte sie mit Galina Wischnewskaja-Scheporenko, Darja Klimina und Ljudmila Achatowa den 12. Rang in der Staffel und damit das beste Ergebnis seit über vier Jahren. Aufgrund ihrer Schwangerschaft und Mutterzeit bestritt sie in den Wintern 2022/23 und 2023/24 keine Wettkämpfe.
Mit Beginn der Saison 2024/25 ging Belezkaja wieder bei internationalen Wettkämpfen an den Start. Bis nach dem Jahreswechsel lief sie dabei im IBU-Cup, erzielte als Bestergebnis einen 27. Rang und bekam daher im zweiten und dritten Trimester einige Weltcupeinsätze, die mit Platzierungen außerhalb der besten 60 endeten. Bei den Asienspielen 2025 ergatterte sie mit der Staffel die Bronzemedaille.

## Persönliches
Belezkaja lebt in ihrer Geburtsstadt Ridder. Seit Sommer 2022 ist sie mit ihrem Teamkollegen Danil Belezki verheiratet, vorher startete sie unter ihrem Geburtsnamen Beltschenko. Seit Mai 2023 sind sie Eltern einer Tochter.

## Statistiken

### Weltcupplatzierungen
Die Tabelle zeigt alle Platzierungen (je nach Austragungsjahr einschließlich Olympische Spiele und Weltmeisterschaften).
- 1.–3. Platz: Anzahl der Podiumsplatzierungen
- Top 10: Anzahl der Platzierungen unter den ersten zehn (einschließlich Podium)
- Punkteränge: Anzahl der Platzierungen innerhalb der Punkteränge (einschließlich Podium und Top 10)
- Starts: Anzahl gelaufener Rennen in der jeweiligen Disziplin
- Staffel: inklusive Mixed- und Single-Mixed-Staffeln

| Platzierung               | Einzel | Sprint | Verfolgung | Massenstart | Staffel | Gesamt |
| ------------------------- | ------ | ------ | ---------- | ----------- | ------- | ------ |
| 1. Platz                  |        |        |            |             |         |        |
| 2. Platz                  |        |        |            |             |         |        |
| 3. Platz                  |        |        |            |             |         |        |
| Top 10                    |        |        |            |             | 1       | 1      |
| Punkteränge               | 2      |        | 2          |             | 33      | 37     |
| Starts                    | 13     | 39     | 6          |             | 33      | 91     |
| Stand: Saisonende 2024/25 |        |        |            |             |         |        |

### Weltcupwertungen
Ergebnisse bei Weltcups (Disziplinen- und Gesamtweltcup) gemäß Punktesystem.
| Saison  | Einzel | Einzel | Sprint | Sprint | Verfolgung | Verfolgung | Massenstart | Massenstart | Gesamt | Gesamt |
| Saison  | Platz  | Punkte | Platz  | Punkte | Platz      | Punkte     | Platz       | Punkte      | Platz  | Punkte |
| ------- | ------ | ------ | ------ | ------ | ---------- | ---------- | ----------- | ----------- | ------ | ------ |
| 2018/19 | –      | –      | –      | –      | 75.        | 10         | –           | –           | 89.    | 10     |
| 2020/21 | 61.    | 5      | –      | –      | 77.        | 2          | –           | –           | 91.    | 7      |
| 2021/22 | 45.    | 14     | –      | –      | –          | –          | –           | –           | 92.    | 14     |

### Biathlon-Weltmeisterschaften
Ergebnisse bei den Weltmeisterschaften:
| Weltmeisterschaften | Weltmeisterschaften | Einzelwettbewerbe | Einzelwettbewerbe | Einzelwettbewerbe | Einzelwettbewerbe | Staffelwettbewerbe | Staffelwettbewerbe | Staffelwettbewerbe |
| Jahr                | Ort                 | Einzel            | Sprint            | Verfolgung        | Massenstart       | Damenstaffel       | Mixedstaffel       | S.-M.-Staffel      |
| ------------------- | ------------------- | ----------------- | ----------------- | ----------------- | ----------------- | ------------------ | ------------------ | ------------------ |
| 2019                | Östersund           | 71.               | DNS               | –                 | –                 | 18.                | 22.                | –                  |
| 2020                | Antholz             | 48.               | 42.               | 45.               | –                 | 18.                | 22.                | –                  |
| 2021                | Pokljuka            | 45.               | 46.               | 39.               | –                 | 20.                | 27.                | –                  |

### Jugend-/Juniorenweltmeisterschaften
Belezkaja nahm bis 2015 an den Jugend-, ab 2016 an den Juniorenwettkämpfen teil.
| Weltmeisterschaften | Weltmeisterschaften | Einzelwettbewerbe | Einzelwettbewerbe | Einzelwettbewerbe | Damenstaffel |
| Jahr                | Ort                 | Einzel            | Sprint            | Verfolgung        | Damenstaffel |
| ------------------- | ------------------- | ----------------- | ----------------- | ----------------- | ------------ |
| 2012                | Kontiolahti         | 66.               | 78.               | –                 | –            |
| 2013                | Obertilliach        | 25.               | 39.               | 38.               | 12.          |
| 2014                | Presque Isle        | 11.               | 18.               | 10.               | 8.           |
| 2015                | Minsk               | 5.                | 28.               | 31.               | 8.           |
| 2016                | Cheile Grădiștei    | 47.               | 44.               | 26.               | 7.           |
| 2017                | Osrblie             | 22.               | 28.               | 26.               | 8.           |